# Бинтулу (область)
Бинтулу (малайск. Bintulu) — одна из областей в составе малайзийского штата Саравак на острове Калимантан.

## География
Область расположена в центральной части штата и занимает 12 166,2 км².

## Население
В 2000 году в области Бинтулу проживало 179 600 человек. Большинство жителей области Бинтулу — меланау, ибаны, китайцы и малайцы.

## Административное деление
Область Бинтулу делится на два округа:
- Бинтулу
- Татау

## Экономика
Основой экономики области являются лесозаготовки, добыча нефти (в области Бинтулу находятся около половины всех разведанных нефтяных запасов Саравака) и газа (около 85 % всех разведанных запасов газа Саравака).